# Saturejeae
Saturejeae, biljni tribus iz porodice usnatica, dio potporodice Nepetoideae. Pripadaju mu 28 rodova u 3 podtribusa, jedan neopisan.. Tipični je rod Satureja (Celinščica ili grkljanka).

## Mikromorfološka studija nekih reprezentativnih rodova u plemenu Saturejeae
Rodovi Starog svijeta u plemenu Saturejeae obično su rasprostranjeni ili u Europi i sjevernoj Africi ili u umjerenim dijelovima Azije. Centri rasprostranjenosti istraživanih rodova su uglavnom u mediteranskoj regiji. U taksonomskim revizijama vrlo se malo govori o mikromorfološkim svojstvima, posebice oraščićima i lišću, usprkos stabilnosti tih svojstava. Skenirajuća elektronska mikroskopija površine oraščića i uzoraka indumentuma lista pokazuju širok raspon varijacija, ne samo među rodovima, već i na nižim razinama klasifikacije. S obzirom na to, površina oraščića i struktura indumentuma lista, kao što se vidi pomoću SEM-a, reprezentativnih vrsta osam rodova u plemenu Saturejeae pruža korisne dodatne kombinacije znakova u razgraničenju ovih blisko povezanih rodova. Ova studija također podržava Boissierovo razgraničenje sekcija Micromeria i Pseudomelissa. 

## Podtribusi i rodovi
1. Tribus Saturejeae Benth.
  1. Subtribus neopisan
    1. Agastache Clayton ex Gronov. (23 spp.)
    2. Meehania Britton (9 spp.)
    3. Glechoma L. (7 spp.)

  2. Subtribus Saturejinae ined.
    1. Satureja Tourn. ex Mill. (43 spp.)
    2. ×Clinomicromeria Govaerts (0 sp.)
    3. Gontscharovia Boriss. (1 sp.)
    4. Saccocalyx Coss. & Durieu (1 sp.)
    5. Micromeria Benth. (70 spp.)
    6. Killickia Bräuchler, Heubl & Doroszenko (4 spp.)
    7. Hyssopus L. (7 spp.)
    8. Dracocephalum L. (81 spp.)
    9. Cedronella Moench (1 sp.)

  3. Subtribus Clinopodiinae Dumort.
    1. Bystropogon L´Hér. (7 spp.)
    2. Cuminia Colla (1 sp.)
    3. Minthostachys (Benth.) Spach (16 spp.)
    4. Clinopodium L. (192 spp.)
    5. Cyclotrichium (Boiss.) Manden. & Scheng. (9 spp.)
    6. Obtegomeria Doroszenko & P. D. Cantino (1 sp.)
    7. Kurzamra Kuntze (1 sp.)
    8. Ziziphora L. (14 spp.)
    9. Hedeoma Pers. (46 spp.)
    10. Rhododon Epling (1 sp.)
    11. Pogogyne Benth. (8 spp.)
    12. Poliomintha A. Gray (8 spp.)
    13. Hesperozygis Epling (7 spp.)
    14. Glechon Spreng. (7 spp.)
    15. Hoehnea Epling (4 spp.)
    16. Rhabdocaulon (Benth.) Epling (8 spp.)